# Demetriade (città)
Demetriade (greco: Δημητριάδα) fu un'antica città greca della Tessaglia, sul golfo Pagaseo, nei pressi della moderna città di Volos, fondata al principio del III secolo a.C. da Demetrio I Poliorcete, da cui prese il nome.

## Fondazione

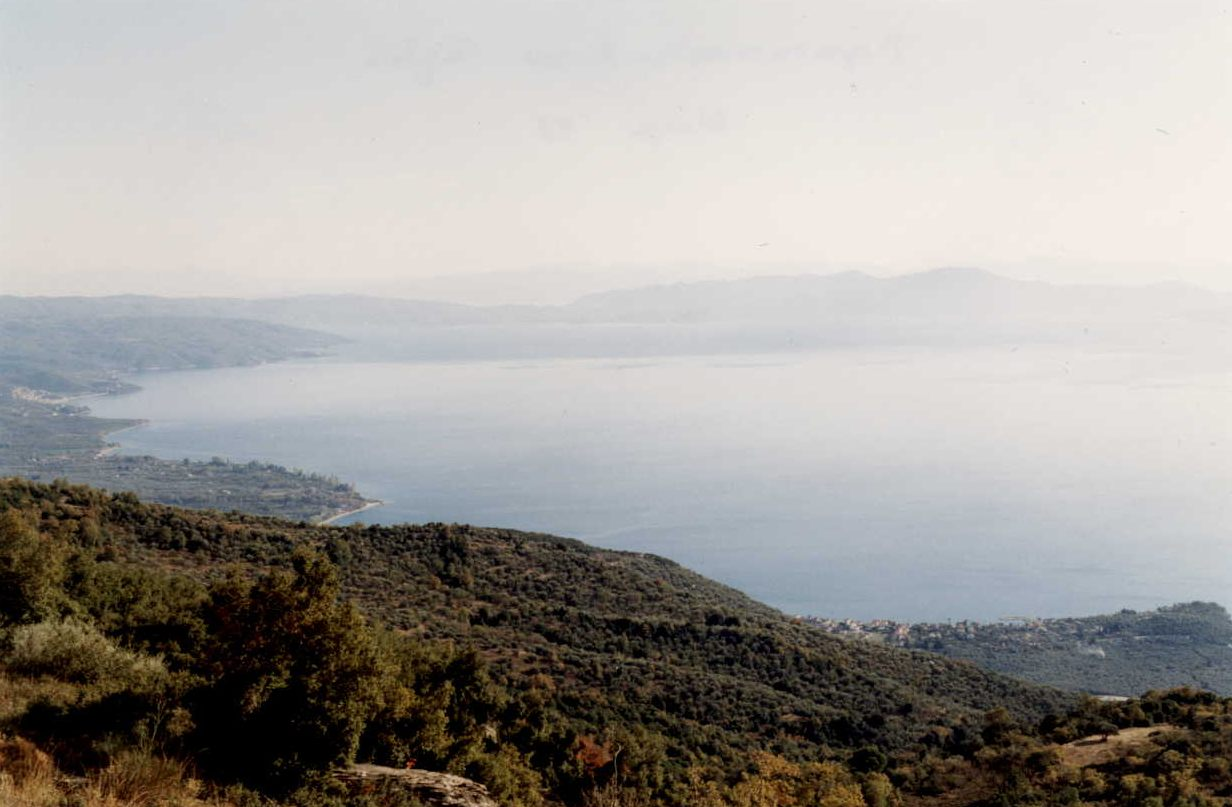
Golfo Pagaseo

Demetriade fu fondata per sinecismo verso il 290 a.C. dal sovrano macedone Demetrio Poliorcete, il quale riunì gli abitanti di numerose località della regione (Neleia, Pagase, Ormenio, Rizunte, Iolco, ecc.) per creare una grande città destinata a diventare la capitale del suo impero greco-macedone. Per Strabone, Demetriade era posta sul promontorio di Goritza, a sud-est dell'attuale Volos. Per Karl Julius Beloch, Demetriade era il villaggio di Pagase, a cui Demetrio Poliorcete avrebbe cambiato il nome. Pur non diventando mai una capitale; Demetriade divenne una città molto importante dal punto di vista economico e militare e fu residenza temporanea dei re di Macedonia.

## Storia

### Età antica
Ebbe grande importanza nel periodo delle guerre tra i Romani, Filippo V Antioco III e Lega etolica. Dopo la battaglia di Cinocefale, che segnò la fine dell'egemonia macedone in Grecia (197 a.C.), nel 192 a.C. Demetriade fu conquistata con un colpo di mano dalla Lega etolica e fu scelta da Antioco III come base delle sue operazioni. Filippo V occupò nuovamente Demetriade dopo la sconfitta di Antioco III nella battaglia delle Termopili (191 a.C.). Nella guerra contro Perseo di Macedonia, Demetriade fu assalita senza successo dalla flotta romana e da Eumene II; tuttavia dopo la battaglia di Pidna fu occupata definitivamente dall'esercito romano e le sue mura furono abbattute (168 a.C.). Attorno al 50 a.C., durante la dominazione romana, le mura furono ricostruite e rinforzate, con un raddoppio della muratura verso l'esterno.

### Età medievale
Le notizie su Demetriade in età medievale e moderna sono molto scarse. Procopio di Cesarea ricorda che la città, la più grande della Tessaglia, fu rifatta e fortificata da Giustiniano. Fu poi sede di una diocesi, probabilmente dal IV secolo, e il più antico vescovo conosciuto è Massimino il quale nel 431 si unì ai nestoriani e fu scomunicato dal Concilio di Efeso. Nel 902 fu distrutta dai saraceni. In concomitanza alla quarta crociata (1202-1204), fu istituita una diocesi di rito latino.

## Archeologia

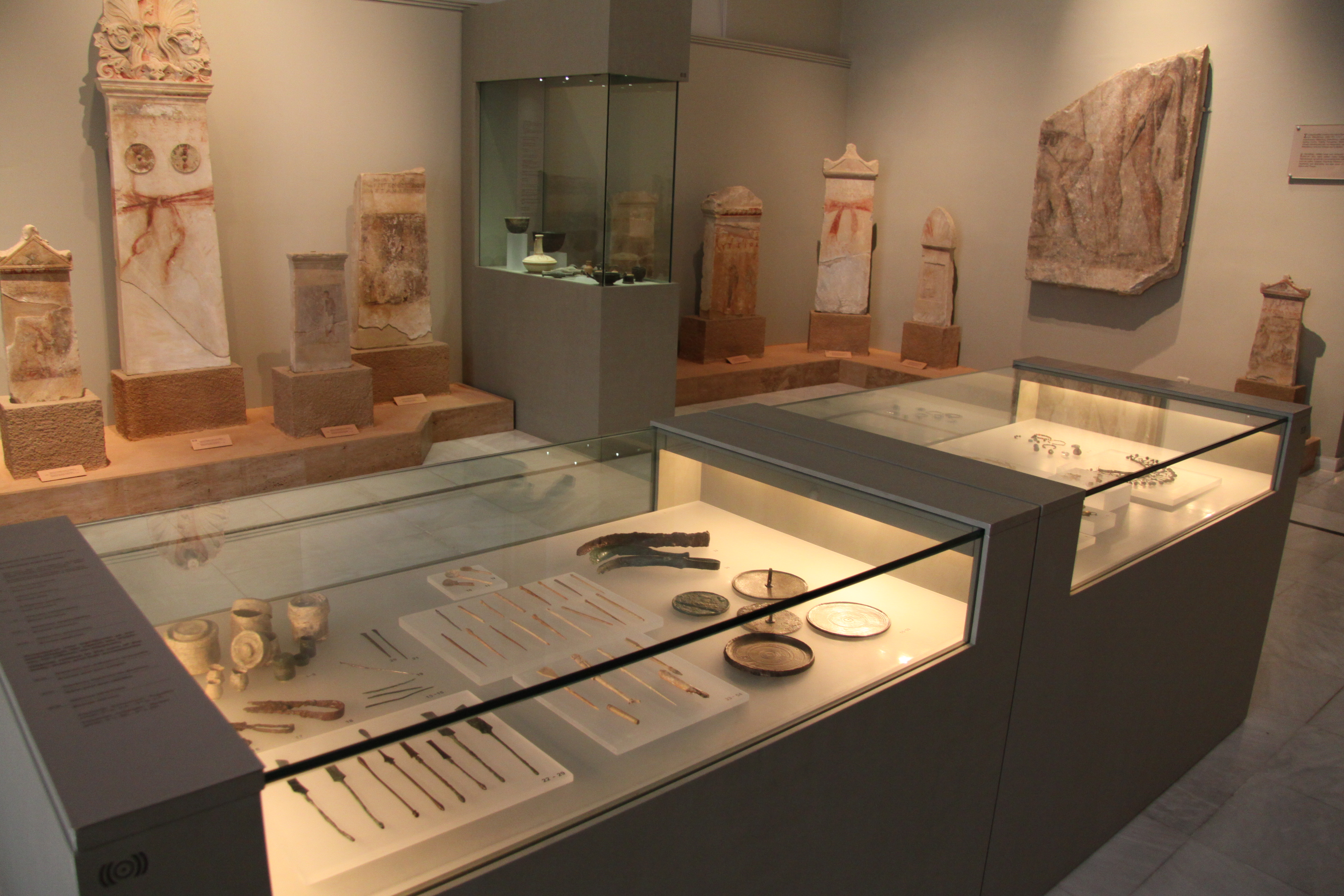
Reperti da Demetriade, Museo archeologico di Volos

Sono in parte conservate le grandiose mura, ricche ancor oggi di ben settantasei torri. All'interno della cinta sono stati identificati i resti di un'agorà sacra e di una commerciale, di edifici pubblici, di un teatro, uno stadio ed un ippodromo, di templi e di case d'abitazione. Attorno alle mura vi sono resti di una necropoli. Molte stele funerarie dipinte sono conservate oggi nel museo di Volos